# Arminas Narbekovas
Armin Andreyevich Narbekov - em russo, Армин Андреевич Нарбеков - ou simplesmente Arminas Narbekovas (Gargždai, 28 de novembro de 1965) é um ex-futebolista e treinador de futebol lituano. Atualmente é auxiliar-técnico da Seleção Lituana. Foi campeão olímpico em Seul 1988 pela Seleção Soviética.

## Carreira

### Início
Debutou aos 18 anos no principal clube da então RSS da Lituânia, o Žalgiris, da capital Vilnius. Em 1987, foi o líder na melhor campanha da história da equipe, quando o clube chegou ao terceiro lugar no campeonato soviético (no qual, na divisão da elite, o Žalgiris foi o único time lituano a jogar), obtendo a classificação para a Copa da UEFA de 1988/89. No torneio, o Žalgiris acabaria eliminado pelo Áustria Viena, despertando, entretanto, interesse do clube austríaco. 

### Após a Independência
Com a declaração de independência da Lituânia nos primeiros meses de 1990, Narbekovas não foi chamado para jogar a Copa do Mundo daquele ano. Como o país não era ainda afiliado à UEFA, teve de transferir-se para o Lokomotiv Moscou antes de rumar para o Austria Viena. No Lokomotiv, atuariam seus colegas de Žalgiris (e Seleção Soviética) Viačeslavas Sukristovas, Arvydas Janonis e Valdas Ivanauskas, que também iriam para o estrangeiro. Antes, uma lesão impediu o jogador de se transferir para a Bundesliga alemã, no momento em que era observado por olheiros alemães. 
No Austria, conquistaria três campeonatos austríacos seguidos, de 1991 à 1993. Permaneceria na Áustria até o final da carreira, em 1996, jogando sua última temporada como jogador do Admira Wacker.
Entretanto, Narbekovas decidiu retomar sua carreira no ano seguinte, também pelo Admira. Saiu do clube em 1998 para atuar no St. Pölten (time semi-amador da Áustria), jogando por uma temporada antes de assinar pelo Hundsheim, também das divisões inferiores da Áustria, jogando também por Wiener, Brigittenau e Weikersdorf (onde acumulou as funções de jogador e técnico) até sua aposentadoria definitiva dos gramados, aos 38 anos.

### Seleção Soviética
Durante sua passagem pelo Žalgiris, foi chamado para defender a Seleção Soviética nas Olimpíadas de 1988. A URSS conquistaria o ouro, com Narbekovas marcando duas vezes - uma contra os rivais dos EUA, na primeira fase, e a outra nas semifinais contra a Itália. No entanto, sofreu uma lesão que o impediu de atuar na final olímpica de 1988, contra o Brasil, além de ter perdido a chance de jogar a Copa de 1990.

### Seleção Lituana
Pela Seleção Lituana, disputou 13 partidas até 2001, marcando quatro gols. Sua fragilidade, entretanto, acabou impedindo de prosseguir na equipe por um longo período, chegando a ficar 3 anos sem ser convocado.

### Homenagens e carreira como técnico
Receberia três homenagens após encerrar a carreira: foi escolhido o melhor jogador lituano dos 50 anos da UEFA, nos Prêmios do Jubileu da entidade, e, mais recentemente, vice-presidente da Federação Lituana de Futebol.
Além de ter exercido as funções de jogador e técnico do Weikersdorf, Narbekovas foi presidente-treinador do Žalgiris entre 2006 e 2007. Comandou ainda o Donau Langlebarn, o Banga Gargždai e o Spartaks Jūrmala, treinado em paralelo com as funções de auxiliar-técnico na Seleção Lituana. Entre 2013 e 2015, foi técnico da equipe sub-21 de seu país natal.